# 商洛市
商洛市（しょうらく-し）は中華人民共和国陝西省に位置する地級市。

## 地理
陝西省の東南部に位置し、渭南市、西安市、安康市、河南省、湖北省に接する。

## 歴史
市名は区内に位置する商山・洛水による。
夏殷代は豫州及び梁州が設置され、西周から春秋時代にかけては晋の、戦国時代は秦の版図とされた。秦が中国を統一すると商洛北部は関中郡、南部は漢中郡に移管された、漢初には弘農郡と漢中郡に、後漢では京兆尹と漢中郡に改編された。
明代から清初にかけては西安府の管轄とされ、1725年（雍正3年）に直隷州に、1913年、州制廃止に伴い関中道及び漢中道に移管された。1935年、第四行政督察専員公署が設置され商県・雒南県・山陽県・商南県・鎮安県・柞水県の6県を管轄するようになった。1949年、中華人民共和国が成立すると陝南行署商雒分区が設置され、翌年に商雒専区に改編され商県・雒南県・丹鳳県・山陽県・商南県・鎮安県・柞水県の7県を管轄するようになり、1969年に商雒地区に改称された。
1986年に商雒地区から商洛地区に改称、2001年12月に地級市の商洛市に昇格し現在に至る。

## 行政区画
1市轄区・6県を管轄する。
- 市轄区：
  - 商州区
- 県：
  - 洛南県・丹鳳県・商南県・山陽県・鎮安県・柞水県

| 商洛市の地図                                     |
| ------------------------------------------------ |
| 商州区 洛南県 丹鳳県 商南県 山陽県 鎮安県 柞水県 |

### 年表
この節の出典

#### 陝南行政区商雒分区
- 1949年10月1日 - 中華人民共和国陝西省陝南行政区商雒分区が成立。雒南県・商県・丹鳳県・山陽県・鎮安県・柞水県・商南県が発足。(7県)
- 1950年4月 (7県)
  - 商県の一部が山陽県・雒南県に分割編入。
  - 丹鳳県の一部が商南県に編入。
  - 雒南県の一部が丹鳳県に編入。
  - 鎮安県の一部(金井郷)が柞水県に編入。
  - 柞水県の一部(東川区の一部)が鎮安県に編入。
- 1950年5月2日 - 陝南行政区商雒分区が商雒専区に改称。(7県)

#### 商雒専区
- 1950年7月 - 雒南県の一部が渭南専区華県に編入。(7県)
- 1953年10月 (7県)
  - 商県の一部が山陽県に編入。
  - 雒南県の一部が丹鳳県に編入。
- 1956年2月 - 渭南専区藍田県の一部が柞水県に編入。(7県)
- 1956年5月 (7県)
  - 渭南専区藍田県の一部が商県に編入。
  - 鎮安県の一部が安康専区寧陝県に編入。
- 1958年11月21日 (5県)
  - 柞水県が鎮安県に編入。
  - 丹鳳県が商県・商南県・山陽県に分割編入。
  - 商県の一部が山陽県に編入。
- 1960年12月 - 雒南県の一部が渭南県に編入。(5県)
- 1961年8月16日 (7県)
  - 鎮安県の一部が分立し、柞水県が発足。
  - 商県・山陽県・商南県の各一部が合併し、丹鳳県が発足。
- 1961年9月 - 山陽県の一部が商県・丹鳳県に分割編入。(7県)
- 1964年4月 - 鎮安県の一部が安康専区安康県に編入。(7県)
- 1964年8月29日 - 商雒専区が商洛専区に改称。

#### 商洛地区
- 1964年8月29日 - 商雒専区が商洛専区に改称。(7県)
  - 雒南県が洛南県に改称。
- 1969年10月 - 商洛専区が商洛地区に改称。(7県)
- 1988年5月24日 - 商県が市制施行し、商州市となる。(1市6県)
- 2001年8月31日 - 商洛地区が地級市の商洛市に昇格。

#### 商洛市
- 2001年8月31日 - 商洛地区が地級市の商洛市に昇格。(1区6県)
  - 商州市が区制施行し、商州区となる。

## 交通
鉄道
- 合西線（安徽省合肥市 - 西安市）